# La niña santa
La niña santa (2004) es una película de drama psicológico coming-of-age de coproducción argentina, española e italiana. Fue invitada a participar en el Festival de Cannes y nominada a cuatro Cóndores de Plata, premio otorgado por la Asociación de Críticos Cinematográficos de Argentina.

## Sinopsis
En una ciudad de provincia de Buenos Aires un grupo de adolescentes místicas se preocupa por su rol en el plan divino. Un congreso de otorrinolaringología hace desembarcar a Jano (Carlos Belloso), un médico prestigioso. El médico roza a Amalia (María Alché), una de las adolescentes, en la calle. Quizás Dios la ha llamado para salvar de su falta a este hombre. El consolidado mundo del médico se resquebraja ante la misión sagrada de la chica.

## Elenco
- Mercedes Morán... Helena
- Carlos Belloso...	Dr. Jano
- Alejandro Urdapilleta... Freddy
- María Alché... Amalia
- Julieta Zylberberg... Josefina
- Mía Maestro... Inés
- Marta Lubos... Mirta
- Arturo Goetz... Dr. Vesalio
- Alejo Mango ... Dr. Cuesta
- Mónica Villa... Madre de Josefina
- Leandro Stivelman... Julián
- Manuel Schaller... Thermin
- Miriam Diaz... Miriam
- Rodolfo Cejas... Padre de Josefina
- Maria Victoria Mosca Coll... Chica del local
- Castro Guillermo Enrique... Muchacho Accidente